# Chiesa dei Santi Pietro e Paolo (Gravesano)
La chiesa dei Santi Pietro e Paolo è un edificio religioso che si trova a Gravesano.

## Storia
La struttura viene citata per la prima volta in una pergamena datata 1192, riguardante una chiesa costruita al posto di un antico sacello funerario del VII secolo. Alla fine del XVI secolo venne demolita e ricostruita la navata, venne conservato solamente il coro che era precedentemente stato eretto al posto dell'abside. Nel 1670 vennero costruite le due cappelle laterali.

## Descrizione
La chiesa ha una pianta ad unica navata sovrastata da un soffitto in legno.